# 森林中的观察者
《森林中的观察者》（英語：The Watcher in the Woods，又译：“时光倒流三十年”、“时光怪客”、“新屋驚魂”），是一部1980年英美合作拍摄、迪士尼公司制作的带有传奇色彩的恐怖灵异类电影。由1976年Florence Engel Randall所写的小说改编而成，是迪士尼家庭电影中少有的恐怖惊悚片。1981年发布重制版，结局有所修改。

## 剧情
作曲家保罗·柯蒂斯（Paul Curtis）偕同妻子海伦（Helen）、大女儿简（Jan）和小女儿埃莉（Ellie）搬到一所森林小屋居住，小屋主人阿尔伍德太太（Mrs. Aylwood）冷漠孤僻。
之后发生了种种怪事：姐妹俩先后在镜子里等地方看到一位神秘女孩，森林中出现奇怪的光亮和物体，简被湖水的光芒眩晕差点掉进去，埃莉买了一只叫Nerak（Karen的反写）的小狗......最后阿尔伍德太太道出实情，她的女儿卡伦（Karen）三十年前失踪了，而简长得很像她。
经过追寻，简逐渐了解了整件事情。三十年前，卡伦和她的朋友在教堂举行降神仪式，这时一道闪电击中了教堂的尖顶，伴随大钟的落下，卡伦也消失了。而这一切，竟与日食有关......
简与当时的当事者在教堂重演当初的情形时，埃莉像被附身了一般，向他们解释，这是一位外星观察者的失误。在骚乱之后，卡伦如同三十年前一样蒙着眼重现了。

## 演员表
- 贝蒂·戴维斯 饰 阿尔伍德太太
- 蓮荷麗·瓊蓀 饰 简·柯蒂斯
- 凱爾·理查茲 饰 埃莉·柯蒂斯

## 结局
本片共有三个不同的结局，其中1981年的最终结局是官方版的结局。

### 最初设想的结局
这是未完成的构思。预计出现外星人及飞船。最终因赶着向贝蒂·戴维斯从影50周年献礼而未能完成。

### 初版结局 （1980年）
这个结局仅在纽约播放过一周。出现了外星人等情节。对世界观的揭示单纯依靠简的解释，使得本片结局充满神秘主义。

### 最终结局 （1981年）
官方放映版，同时也是录像带、LD、DVD的版本。外星人等离奇的设定用光芒代替，对世界观的揭示由被观察者附身的埃莉解释。

## 获奖情况
- 土星奖（1982年度最佳国际电影）
- 凱爾·理查茲（饰埃莉·柯蒂斯）：土星奖（1982年度最佳女配角）、青年艺术家奖（1982年度Best Young Motion Picture Actress）